# Reinhold von Sengbusch
 Reinhold Oskar Kurt von Sengbusch (* 16. Februar 1898 in Riga; † 13. Juni 1985 in Hamburg) war ein deutschbaltischer Botaniker, Pflanzengenetiker und Pflanzenzüchter.

## Leben
Reinhold von Sengbusch, Sohn des Arztes Reinhold Alexander von Sengbusch, wurde im Juli 1917 an der Kaiserlichen Universität Dorpat immatrikuliert. Er studierte Landwirtschaft an der Universität Halle und wurde dort 1924 mit einer Dissertation über Zuckerrübenzüchtungen promoviert. Im Jahr 1925 trat er in die Forschungsabteilung der Zuckerfabrik Kleinwanzleben ein. 1926 arbeitete er bei Erwin Baur als freier Mitarbeiter am Institut für Vererbungslehre in Berlin-Dahlem. 1927 erhielt er unter Baur eine Anstellung in dem neu gegründeten Kaiser-Wilhelm-Institut für Züchtungsforschung in Müncheberg.
In den Jahren von 1927 und 1929 gelang es Sengbusch mit einer von ihm entwickelten Schnellbestimmungsmethode alkaloidarme bzw. alkaloidfreie Einzelpflanzen bei den für die Landwirtschaft wichtigsten Lupinenarten (Lupinus luteus, Lupinus angustifolius und Lupinus albus) zu selektieren. Die von ihm erstmals entwickelten Selektionsmethoden, die er in der 1942 erschienenen Schrift Süßlupinen und Öllupinen. Die Entstehungsgeschichte einiger neuer Kulturpflanzen ausführlich beschrieben hat, gehören zu den Meilensteinen bei der Umwandlung einer Wildpflanze in eine Kulturpflanze (hier insbesondere die Züchtung der bitterstofffreien Süßlupine als Futterpflanze zur Proteinversorgung des Viehs). Am Kaiser-Wilhelm-Institut für Züchtungsforschung in Müncheberg führte Sengbusch auch bei anderen Pflanzenarten Selektions- und Züchtungsversuche durch, u. a. bei Roggen, Hanf, Spinat und Spargel. Nachdem bereits im Oktober 1933 sein Kollege Max Ufer, der bitterstofffreie Steinkleepflanzen entwickelt hatte, als Ehemann der Jüdin Margot Ufer, geborene Holzheim, von Baur entlassen worden war, wurde auch von Sengbusch 1937, aus politischen Gründen, aus dem Institut gedrängt und gründete daraufhin in Luckenwalde eine private Forschungsstelle, in der er als Auftragsforscher für Industriepartner Pflanzenzüchtung betrieb. In dieser Zeit züchtete er tabakmosaikvirus-resistente und nikotinarme Tabaksorten und Erdbeersorten, die sich besonders gut zum Einfrieren eigneten. Nach dem Krieg hat er die von ihm in seiner Forschungsstelle und später in einer eigenen Firma gezüchteten Erdbeersorten, insbesondere die Sorte Senga Sengana, auf breiter Basis in ganz Europa vertrieben.
1948 übernahm Sengbusch in der Max-Planck-Gesellschaft zunächst in Göttingen, später in Wulfsdorf bei Hamburg eine Forschungsstelle, die in mehreren Phasen ausgebaut und 1959 in ein Max-Planck-Institut für Kulturpflanzenzüchtung umgewandelt wurde. Er hatte sich bei Ernst Telschow um eine Wiedereinstellung des aus rassistischen Gründen entlassenen Pflanzengenetikers Ufer bemüht, wozu es jedoch 1952, nach dem Einstellungsgespräch mit Wilhelm Rudorf nicht kam. Zehn Jahre lang leitete Sengbusch als Direktor dieses Institut. Während dieser Zeit arbeitete er erfolgreich u. a. an der Züchtung von monözischen Hanfsorten, von mehrjährigem (perennierendem) Roggen und an der Champignon- und Gemüsezüchtung. Seine Forschungsarbeiten erstreckten sich bis hin zur Aquakultur und der Auflösung von Nierensteinen. Nach seiner Emeritierung und Schließung des Max-Planck-Instituts für Kulturpflanzenzüchtung im Jahre 1968 gründete Sengbusch zum zweiten Male eine private Forschungsstelle. Mehrere Doktoranden konnten hier ihre Dissertationen auf dem Gebiet der pflanzlichen Gewebekulturen abschließen, teilweise in Verbindung mit der Universität Hamburg, die Sengbusch 1958 eine Honorarprofessur verliehen hatte.
Sengbusch gehört zu den bedeutendsten Pflanzenzüchtern des 20. Jahrhunderts. Seine bekanntesten Erfolge sind die Süßlupine als neue Kulturpflanze für die menschliche und tierische Ernährung, die Erdbeersorte Senga Sengana, die jahrzehntelang in Nordeuropa bis nach Russland einen Marktanteil von weit über 50 % hatte, und die Züchtung der einhäusigen Hanf-Sorte Fibrimon mit einem extrem hohen Faseranteil von über 20 %. Fast 500 Beiträge hat Sengbusch mit seinen Mitarbeitern veröffentlicht.
Die Gesellschaft für Pflanzenbauwissenschaften ernannte ihn 1980 zu ihrem Ehrenmitglied, die Universität Gießen verlieh ihm 1983 die Würde eines Ehrendoktors.

## Schriften
- Pflanzenzüchtung und Rohstoffversorgung. Leipzig 1937.
- Theorie und Praxis der Pflanzenzüchtung. Frankfurt am Main 1939 (= Frankfurter Bücher. Forschung und Leben. Band 2).
- Süßlupinen und Öllupinen. Die Entstehungsgeschichte einiger neuer Kulturpflanzen. Verlag Paul Parey Berlin 1942 = Separatdruck aus: Landwirtschaftliche Jahrbücher Bd. 91, 1942, S. 719–880.
- Der Weg zum Max-Planck-Institut für Kulturpflanzenzüchtung. Hamburg 1960 (mit einem Überblick über Reinhold von Sengbuschs Forschungstätigkeit bis zum Jahre 1959).
- Von der Wildpflanze zur Kulturpflanze. Eine Dokumentation meiner Arbeiten. Privatdruck o. O. u. o. J., um 1980. Die Schrift enthält ein chronologisches Verzeichnis seiner wissenschaftlichen Veröffentlichungen.

## Erdbeersorten
- Senga Gigana, eine besonders großfrüchtige Sorte[5]
- Senga Precosa, eine besonders früh reifende Sorte[5]
- Senga Precosana
- Senga Dulcita
- Senga Litessa
- Senga Sengana, Kreuzung aus ‚Markee‘ x ‚Sieger‘[5]
- Senga Fructarina